# 戈西 (馬里)
15°49′36″N 1°18′41″W / 15.82667°N 1.31139°W
戈西（法語：Gossi），是馬里的城鎮，位於該國北部，由通布圖區的古馬拉魯省負責管轄，面積15,000平方公里，海拔高度279米，2009年人口24,521，人口密度每平方公里1.6人。